# Ismael Fuentes

Ismael Ignacio Fuentes Castro (né le 4 août 1981 à Linares) est un joueur de football chilien qui évolue au poste de défenseur, actuellement sous forme de prêt à la Universidad Católica. 
Après avoir évolué dans le championnat chilien durant 5 années, il s'envole pour le Mexique et le club de Jaguares de Chiapas. Après 4 saisons, il est prêté successivement à Atlas (Mexique) puis, à l'Universidad Católica afin de glaner du temps de jeu en vue d'une place parmi les 23 joueurs chiliens sélectionnés pour participer à la coupe du monde 2010.
Il est titularisé en défense centrale lors du huitième de finale de la Coupe du monde qui voit l'élimination du Chili à la suite d'une défaite 3-0 contre le Brésil, le 28 juin 2010.